# Vélorail du Bourbonnais
Le vélorail du Bourbonnais est un équipement touristique et de loisir situé en Auvergne, dans la région du Bourbonnais, qui utilise une partie des voies de chemin de fer désaffectées et fermées depuis 1980. Cet équipement de vélorail est opéré depuis 2008 et près d'une vingtaine de wagons, avec deux vélos fixes et trois places assises, circulent sur ces anciens chemins de fer.
Cette ancienne voie ferrée servait au transport de passagers et de houille des célèbres carrières locales de l'ancienne mine de Noyant, avec son musée de la mine. il est exploité par la societe Ecoloisirs .

## Histoire du vélorail
Le vélorail est une technologie qui a émergé lors du périple transibérien à vélorail, en 1930, de l'ouvrier français Lucien Péraire, qui a atteint Irkoutsk par les voies du trans-sibérien sur la bicyclette qu'il avait modifiée au bord de la Volga, au Tatarstan.

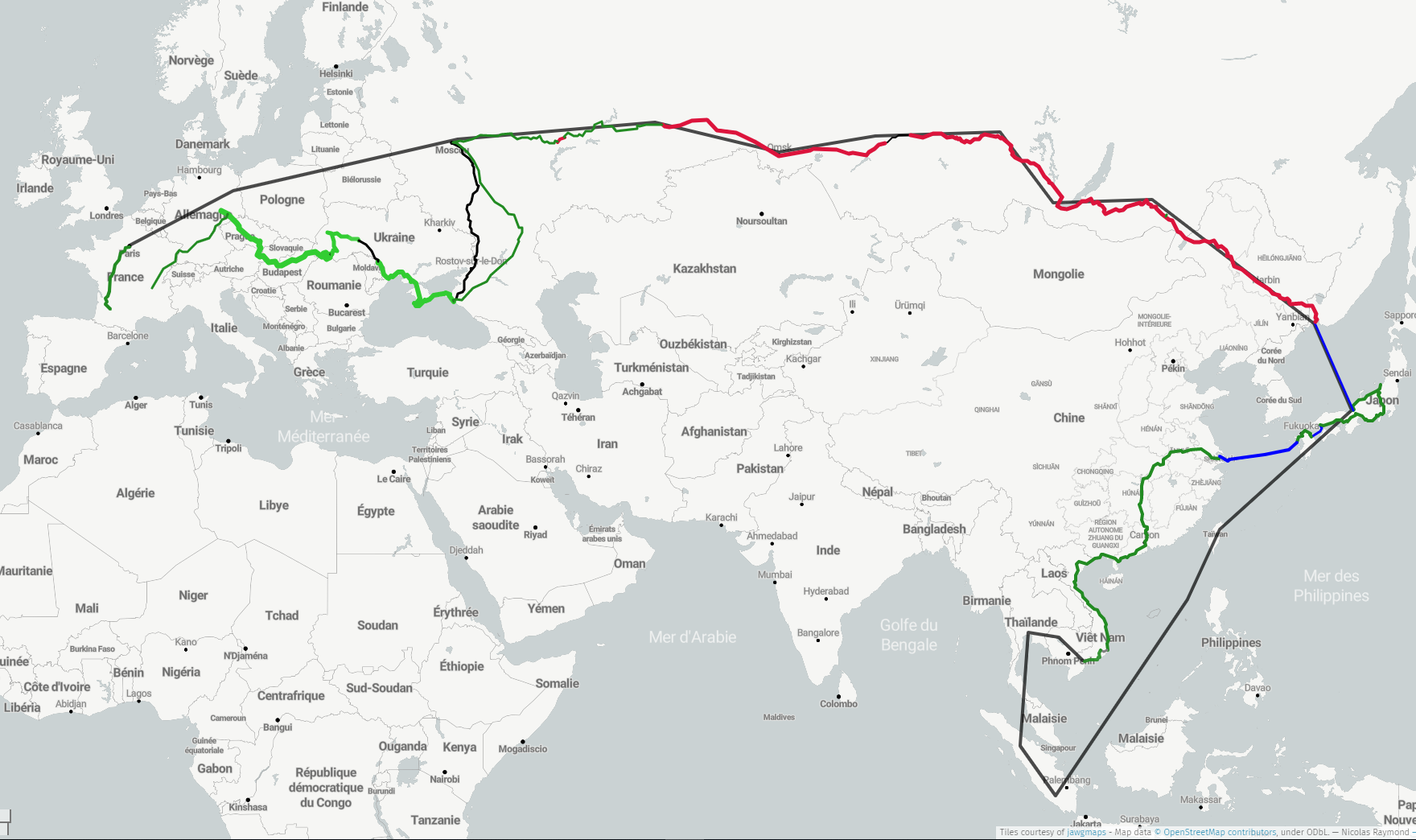
Itinéraire de Lucien Péraire lors de son voyage en 1928-1932.

## Histoire de la ligne
Concédée en 2008 et opérée par un ancien fermier des hauteurs de Nice, l'activité du vélorail du Bourbonnais attire chaque année des milliers de curieux. L'un des équipements a consisté à mettre un système électrique sur les vélos des wagons, pour que le retour soit plus simple, en parallèle à l'installation d'une petite guinguette où les participants du vélorail peuvent se désaltérer.

## Le parcours
Le parcours du vélorail du Bourbonnais traverse une zone rurale et circule à travers Noyant-d'Allier, avec en toile de fond la pagogue, la mine, le bocage bourbonnais et le viaduc de Messarges, qui surplombe l'étang de Messarges, sur une heure et quart de pédalage à près de deux heures de promenade. Le tarif est unique : il ne change pas en fonction du nombre de participants sur un vélorail, qui peut aller jusqu'à cinq.